# Cicely Williams
Cicely Delphine Williams (Kew Park, 2 de diciembre de 1893-Oxford, 13 de julio de 1992) fue una médica jamaiquina, notable por su descubrimiento e investigación sobre el kwashiorkor, una condición de desnutrición avanzada, y su campaña contra el uso de leche condensada azucarada y otras leches artificiales para bebés como sucedáneos de la leche materna.
Una de las primeras mujeres graduadas por la Universidad de Oxford, Fue fundamental en el avance del campo de la salud maternoinfantil en los países en desarrollo, y en 1948 se convirtió en la primera directora de Salud Maternoinfantil (MCH) en la recién creada Organización Mundial de la Salud (OMS). Una vez comentó que «si aprendes tu nutrición de un bioquímico, no es probable que aprendas lo esencial que es sonarse la nariz de un bebé antes de esperar que succione».

## Educación
Nació en Kew Park, Darliston, Westmoreland, Jamaica en una familia que había vivido allí durante generaciones. Era hija de James Rowland Williams (1860-1916) y Margaret Emily Caroline Farewell (1862-1953). Se dice que su padre comentó, cuando Cicely tenía nueve años, que era mejor que se convirtiera en doctora, ya que era poco probable que encontrara marido. A los trece años dejó Jamaica para estudiar en Inglaterra, comenzó sus estudios en Bath y luego se le otorgó una plaza en Somerville College, Oxford cuando tenía diecinueve años. Aplazó su ingreso en la universidad, ya que regresó a Jamaica para ayudar a sus padres después de una serie devastadora de terremotos y huracanes. Después de la muerte de su padre en 1916, Williams, que entonces tenía veintitrés años, regresó a Oxford y comenzó a estudiar medicina. Fue una de las primeras mujeres admitidas en el curso, solo por la escasez de estudiantes masculinos causada por la Primera Guerra Mundial.
Se graduó del King's College Hospital en 1923, a los treinta y un años, y trabajó durante dos años en el Queen Elizabeth Hospital for Children, en Hackney. Fue aquí donde decidió especializarse en pediatría, reconociendo que para ser una médica eficaz debía tener un conocimiento de primera mano del entorno y los antecedentes del hogar de un niño, una noción que llegaría a definir su práctica médica.
Debido al final de la Primera Guerra Mundial y el regreso de los médicos varones, tuvo dificultades para encontrar un puesto médico después de graduarse. Trabajó durante un período en Salónica con refugiados turcos. Completó un curso en la Escuela de Higiene y Medicina Tropical de Londres (LSHTM) entre 1928 y 1929 y luego se postuló al Servicio Médico Colonial, y en 1929 fue destinada a Costa de Oro (actual Ghana).

## Servicio Médico Colonial
Williams fue empleada específicamente como «funcionaria médica», una distinción con la que no estaba de acuerdo, entre otras cosas porque significaba que le pagaban una tarifa más baja que a sus homólogos masculinos. Su función en Costa de Oro fue tratar a los bebés y niños con enfermedades agudas y dar consejos a nivel clínico. Ante la impactante tasa de muerte y enfermedad en la comunidad, capacitó a enfermeras para realizar visitas de extensión y creó visitas de control del bebé para la comunidad local. También inició un sistema de tarjetas de información del paciente para ayudar con el mantenimiento de registros. Williams, aunque apoyaba la medicina moderna y las técnicas científicas, fue uno de los pocos médicos coloniales que dio crédito a la medicina tradicional y al conocimiento local. Señaló que, si bien la mortalidad infantil era alta, los recién nacidos no estaban representados tanto como los niños pequeños entre dos y cuatro años. La repetida presentación de niños pequeños con vientres hinchados y extremidades delgadas como palillos que muy a menudo murieron a pesar del tratamiento despertó el interés de Williams. Esta afección a menudo se diagnosticaba como pelagra, una deficiencia de vitaminas, pero Williams no estuvo de acuerdo y realizó autopsias a los niños muertos con un gran riesgo personal para ella (no había antibióticos en la Ghana colonial y se enfermó gravemente de hemólisis estreptocócica por un corte, durante uno de esos procedimientos). Williams preguntó a las mujeres locales cómo llamaban a esta condición, y le dijeron kwashiorkor, que ella tradujo como «enfermedad del niño depuesto». Sus hallazgos, que la afección se debía a la falta de proteínas en la dieta de los destetados después de la llegada de un nuevo bebé, se publicaron en Archives of Disease in Childhood en 1933. 
Sus colegas en las colonias se apresuraron a oponerse a sus afirmaciones, en particular a H. S. Stannus, considerado un experto en la deficiencia nutricional africana, y Williams, por lo tanto, siguió su artículo con otro kwashiorkor y pelagra que contrastaban más directamente, publicado en The Lancet en 1935. Esto hizo poco para influir en la opinión médica, y los médicos coloniales continuaron evitando el uso del término kwashiorkor, o incluso reconocieron que era una condición distinta de la pelagra, a pesar de las continuas muertes de miles de niños que estaban siendo tratados por esta última condición. Williams comentó sobre el problema en curso: «Estos hombres de Harley Street no te podían creer a menos que llevaras pantalones a rayas».
Williams sintió que el kwashiorkor era una enfermedad causada principalmente por la falta de conocimiento e información, y su deseo de combinar la medicina preventiva y curativa la llevó a chocar con sus superiores y en 1936, después de más de siete años de servicio en la Costa de Oro, fue transferida «en desgracia» a Malaya, para dar clases en la Universidad de Singapur.

## Malaya y la Segunda Guerra Mundial
En la Federación Malaya encontró un problema de salud muy diferente: la mortalidad de los recién nacidos era extremadamente alta. Se indignó al enterarse de que las empresas estaban empleando mujeres vestidas de enfermeras para ir a las casas de vecindad y convencer a las nuevas madres de que la leche condensada azucarada era un sustituto preferible de la leche materna. Esta práctica era ilegal en Inglaterra y Europa, pero Nestlé exportaba la leche a Malasia y la anunciaba como «ideal para bebés delicados». En 1939 fue invitada a dirigirse al Club Rotario de Singapur, cuyo presidente también era el presidente de Nestlé, y pronunció un discurso titulado Leche y asesinato que decía:

La propaganda equivocada sobre la alimentación infantil debe ser castigada como la forma más miserable de sedición; estas muertes deben considerarse asesinatos.

Williams supervisó el desarrollo y el funcionamiento de un centro de atención primaria de salud en la provincia de Trengganu, en el noreste de Malaya, y fue responsable de otros veintitrés médicos y unos 300 000 pacientes. En 1941, los japoneses invadieron y se vio obligada a viajar a Singapur para ponerse a salvo. Poco después de su llegada, Singapur también cayó en manos de los japoneses, y fue internada primero en el campo de Sime Road y luego llevada a la cárcel de Changi con otros 6000 prisioneros. Estuvo encarcelada durante tres años y medio en Changi y se convirtió en una de las líderes del campo, cargo que la llevó a ser trasladada durante seis meses a la sede de Kempe Tai, donde fue torturada, muerta de hambre y enjaulada con hombres moribundos. Williams sufrió disentería, beriberi (que le dejó los pies entumecidos por el resto de su vida) y cuando se declaró el fin de la guerra en 1945, estaba en el hospital al borde de la muerte.
A su regreso a Inglaterra, escribió un informe titulado Condiciones nutricionales entre mujeres y niños internados en el campo civil, señalando que:

Nacieron 20 bebés, 20 bebés fueron amamantados, 20 bebés sobrevivieron, no se puede hacer mejor que eso.

## Años posteriores
En 1948 fue nombrada jefa de la nueva división de salud maternoinfantil (MCH) de la Organización Mundial de la Salud en Ginebra, y más tarde fue trasladada de regreso a Malaya para dirigir todos los servicios de bienestar maternoinfantil en el sudeste asiático. En 1950, supervisó la comisión de una encuesta internacional sobre kwashiorkor en diez países del África subsahariana. Este estudio encontró que la condición conllevaba una carga de salud tal que representaba «el trastorno utricional más grave y extendido conocido por la ciencia médica o nutricional». En sus años en la organización, dio conferencias y asesoró sobre salud maternoinfantil en más de setenta países y fue influyente en la promoción de las ventajas del conocimiento y los recursos locales como clave para lograr la salud y el bienestar en las comunidades locales.
Tras un brote de «enfermedad de los vómitos» en Jamaica en 1951, el Gobierno ordenó una investigación "para mejorar la atención infantil e investigar las causas de la intoxicación alimentaria". Entre 1951 y 1953, Williams coordinó esta investigación y se publicaron los resultados. Esto finalmente llevó a la identificación de los efectos hipoglucémicos del ackee inmaduro.
Desde 1953 hasta 1955 fue profesora titular de Nutrición en la Escuela de Higiene y Medicina Tropical de Londres, su alma mater. En 1960 se convirtió en profesora de servicios maternoinfantiles en la Universidad Americana de Beirut. Se quedó cuatro años y, en su tiempo, trabajó con la Agencia de Naciones Unidas para los Refugiados de Palestina en Oriente Próximo (UNRWA) con los refugiados palestinos en la Franja de Gaza. También trabajó con comunidades en riesgo en Yugoslavia, Tanzania, Chipre, Etiopía y Uganda.

## Premios y legado
En 1968 fue nombrada Compañero de la Orden de San Miguel y San Jorge (CMG) y fue presentada a la reina Isabel II en una ceremonia en el Palacio de Buckingham. Se dice que la reina comentó: «No recuerdo dónde has estado». A lo que Williams respondió: «Muchos lugares». «¿Haciendo qué?» preguntó Su Majestad. Con típica modestia, Williams respondió: «Principalmente cuidando a los niños».
En 1986 recibió un doctorado honoris causa en Ciencias por la Universidad de Ghana, por su «amor, cuidado y devoción por los niños enfermos» y su referencia mencionó que durante su tiempo como médica colonial «se hizo necesario que la policía mantuviera el orden entre los pacientes que se agolpaban».
Muchos autores han escrito sobre sus logros. En 2005, un médico de Ghana, Felix Konotey-Ahulu, escribió a The Lancet elogiando la capacidad de Williams para identificar y reconocer el contexto social de enfermedades como el kwashiorkor, menciona que su traducción del concepto aún no se había mejorado casi setenta años más tarde, y la elogió por su respeto por las tradiciones locales, como lo demuestra su referencia al kwashiorkor por su nombre local.
Otro artículo también la reconoció por ser pionera en el campo de la medicina específica materna e infantil, ya que durante sus primeros días en Ghana, tales trabajos fueron devaluados como 'trabajo de mujeres' y fuera de los ámbitos de la medicina moderna adecuada. Tomó copiosas fotografías y notas que catalogan su tiempo en Ghana, y admiró las habilidades maternas de las mujeres nativas, remarcando que «[El bebé] es llevado en la espalda de la madre, una posición que le encanta, duerme cerca de ella, es alimentado cada vez que llora, y en general le va muy bien este tratamiento», mientras que la crianza tradicional británica recomendaba la separación de las madres de sus bebés siempre que fuera posible. El artículo concluye reconociendo la contribución de Williams al campo de la atención primaria de salud, afirmando que después de la guerra y en la actualidad, sus puntos de vista se convierten en el «evangelio para la próxima generación».
En 1983, Sally Craddock publicó una biografía titulada Retired, Except on Demand: The Life of Dr Cicely Williams, tomando el título de la declaración de Williams después de su 'retiro oficial' a la edad de setenta y un años. Sin embargo continuó viajando y dando charlas activamente hasta principios de la década de 1990.
En 1986, un libro titulado Primary Health Care Pioneer: The Selected Works of Dr Cicely D. Williams declaró que había cumplido el «sueño del médico» de diagnosticar, investigar y descubrir la cura para una nueva enfermedad, y la elogió por hacerlo en un medio ambiente sin recursos médicos modernos.

## Fallecimiento
Murió en Oxford en 1992 a la edad de noventa y ocho años. Los archivos de Cicely Williams se encuentran conservados en la Wellcome Collection.